# Платидорина
Платидори́на (лат. Platydorina) — род пресноводных зелёных водорослей из семейства вольвоксовых (Volvocaceae), включающий единственный вид — хвоста́тую платидори́ну (Platydorina caudata).

## Распространение
Редкий вид, встречающийся в водоёмах разного типа: реках, озёрах, прудах, лужах. Впервые описан в Иллинойсе. За пределами США платидорины отмечены в России (в планктоне Волги) и в Юго-Восточной Азии.

## Строение

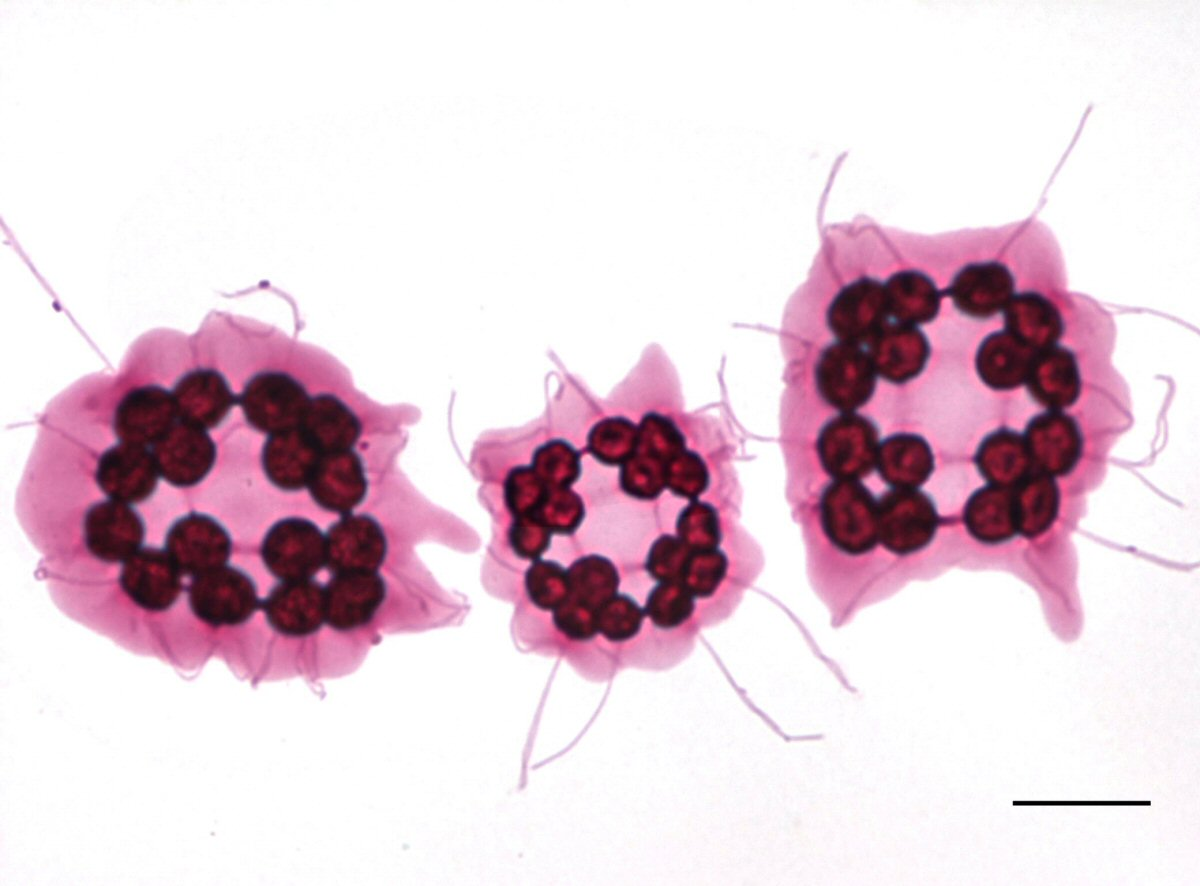
Микрофотографии 16-клеточных ценобиев (окраска искусственная)

Ценобии обладают необычной для вольвоксовых сильно уплощённой формой, внешне напоминая немного скрученные винтом подковы. Входящие в состав ценобия клетки, кроме собственных оболочек, одевает общая слизистая оболочка ценобия — инволюкрум. На заднем конце инволюкрум образует от 3 до 5 характерных симметричных зубцов.
Ценобий составлен из 32 клеток, расположенных в один слой из нескольких правильных рядов: внешнего (16 клеток), промежуточного (12 клеток) и центральной группы (4 клетки). Размер ценобия 165×125×25 мкм. Иногда клеток 16, тогда размер ценобия 70×43×16 мкм. Оболочки клеток значительно отстают от протопласта и, соприкасаясь между собой, оставляют свободные пространства треугольной и четырёхугольной формы. Более значительные свободные промежутки имеются в передней части ценобия между первым и вторым рядом клеток, а также между вторым рядом и центральной группой.
Клетки 10—15 мкм длины; в общем эллипсоидные, слегка приплюснутые. В клетке одно ядро диаметром 9,0 мкм и одно ядрышко диаметром 2,8 мкм. Число хромосом n=14. Хлоропласт массивный чашевидный, с пиреноидом у основания и небольшой стигмой на переднем конце. В передней части клетки две пульсирующие вакуоли и жгутики, поочерёдно обращённые в разные стороны пластинки ценобия.

## Жизненный цикл
Каждая клетка ценобия способна к бесполому размножению через прохождения стадий образования пластинки (гонидиальная стадия), инверсии и переслаивания (интеркаляции) в процессе формирования дочернего ценобия. Половое размножение — анизогамия, гетероталлизм; с крупными двужгутиковыми яйцеклетками и пакетами двужгутиковых сперматозоидов. Зигота сферическая, с гладкой оболочкой.

## Происхождение
Ультраструктура жгутикового аппарата позволяет предположить, что платидорина эволюционировала от предка, напоминающего хламидомонад (Chlamydomonas).